# Peugeot 302
La Peugeot 302 est une automobile de la marque Peugeot produite entre 1936 et 1938. Elle reprend la carrosserie de la 402 raccourcie à l'arrière de 35 cm.

## Historique
Si la 302 est un modèle éphémère, sa carrosserie sera néanmoins reprise par la première version de la 402 Légère (jusqu'en 1939).

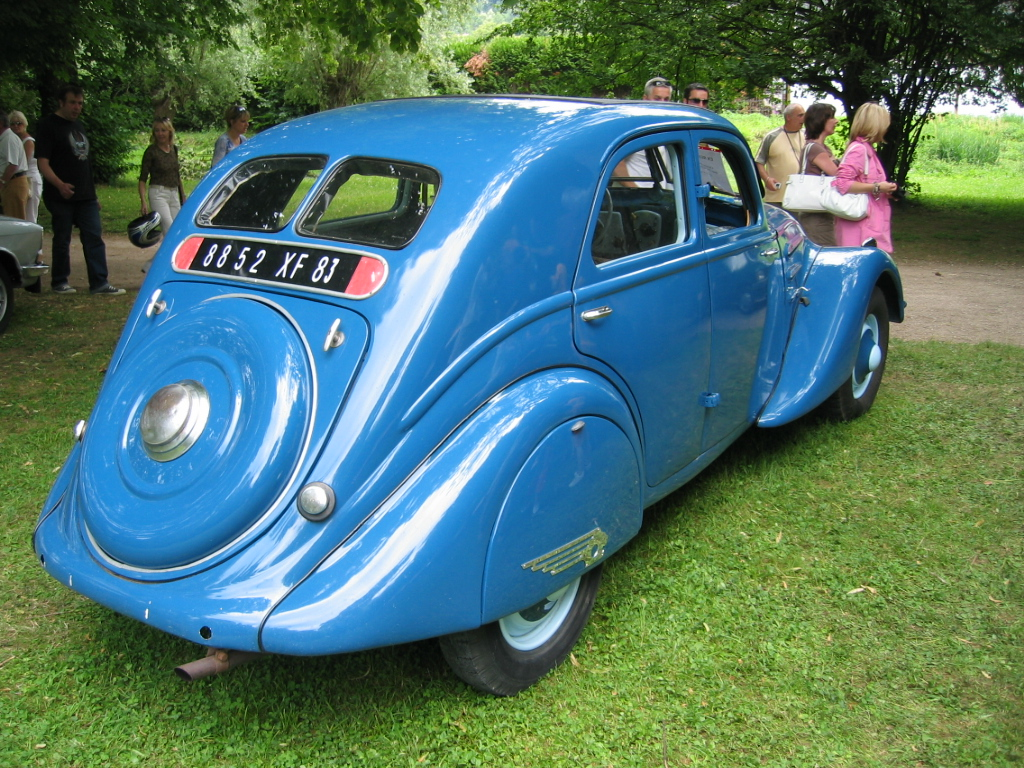
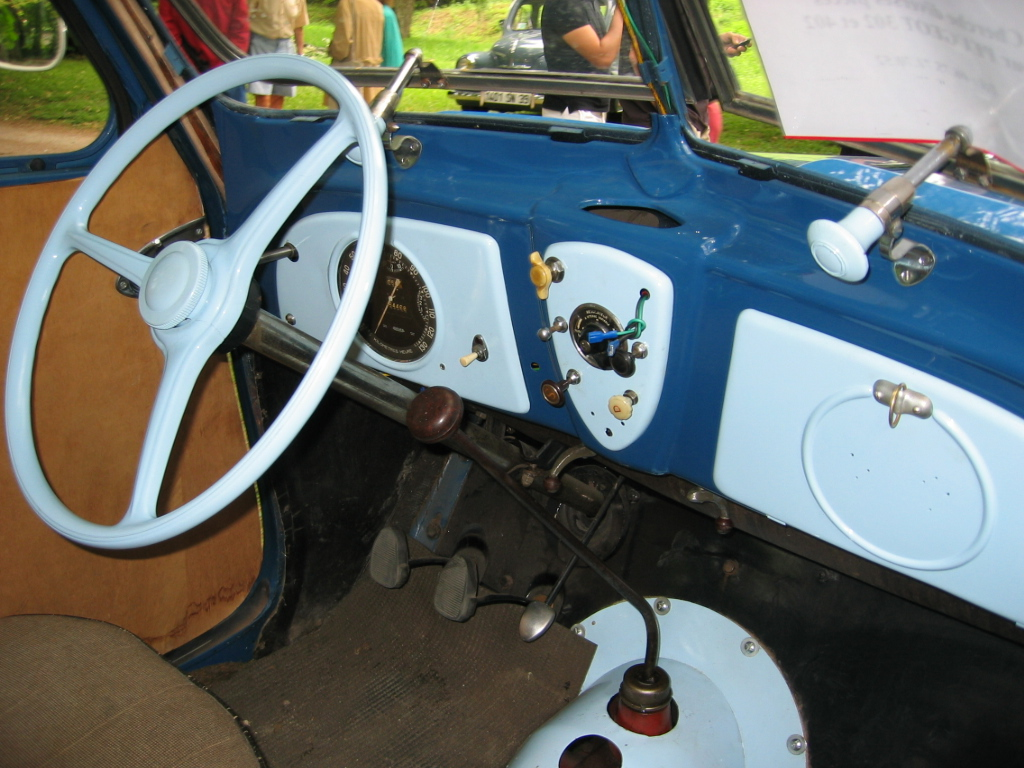
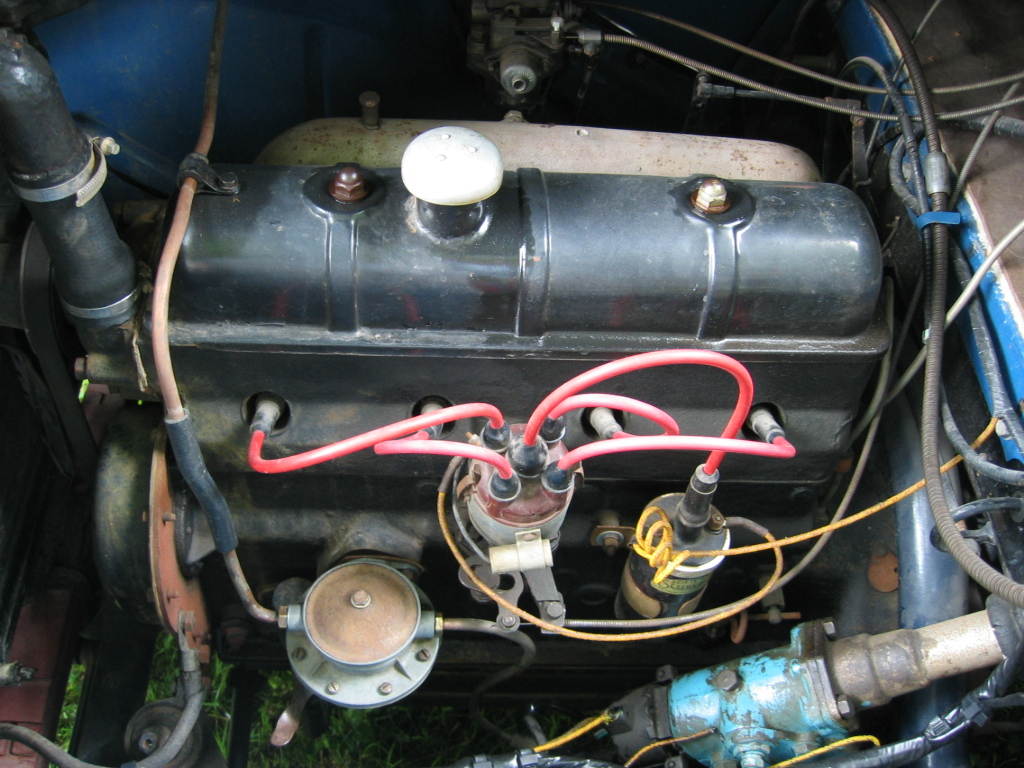
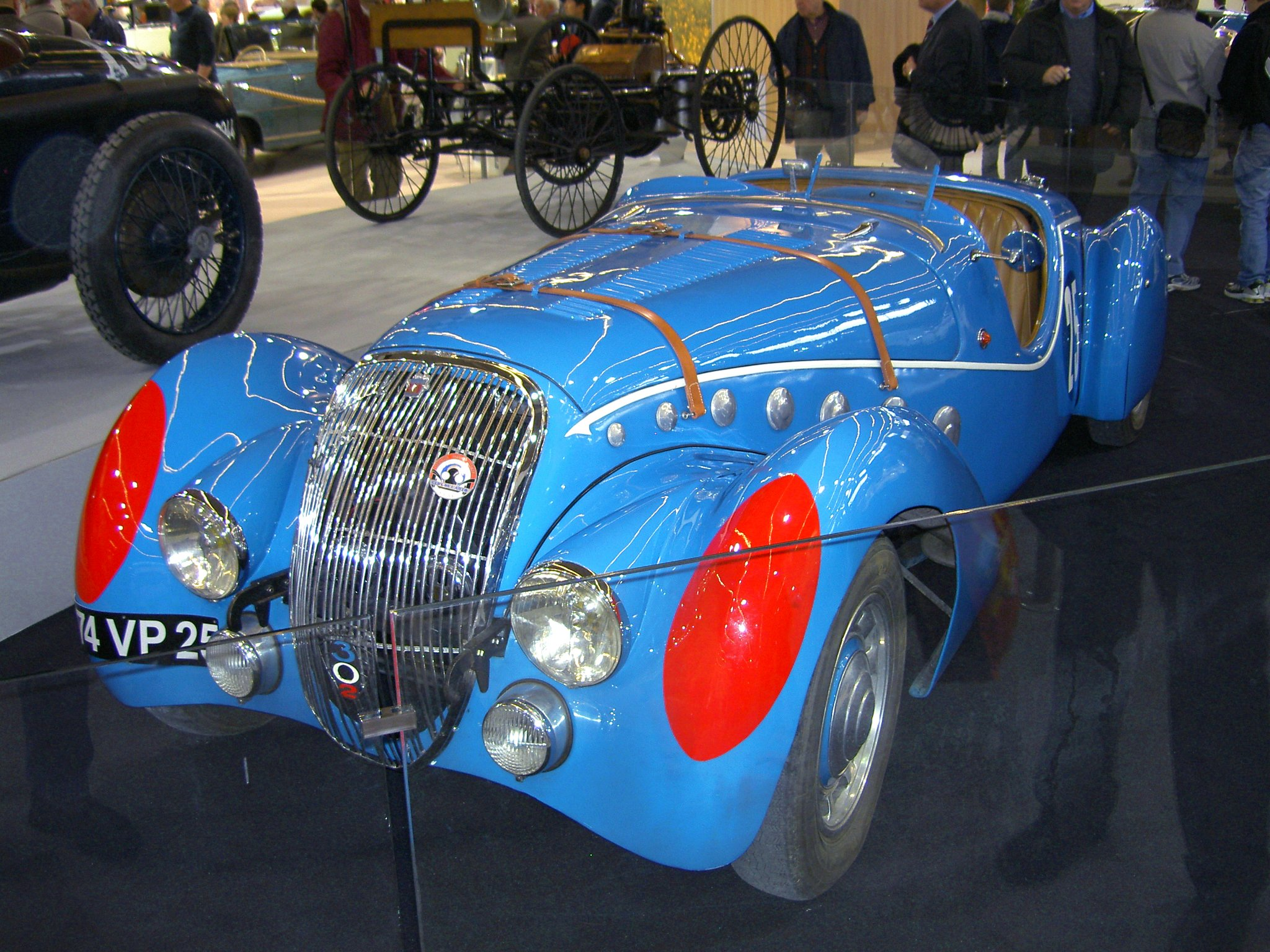
302 Darl'mat
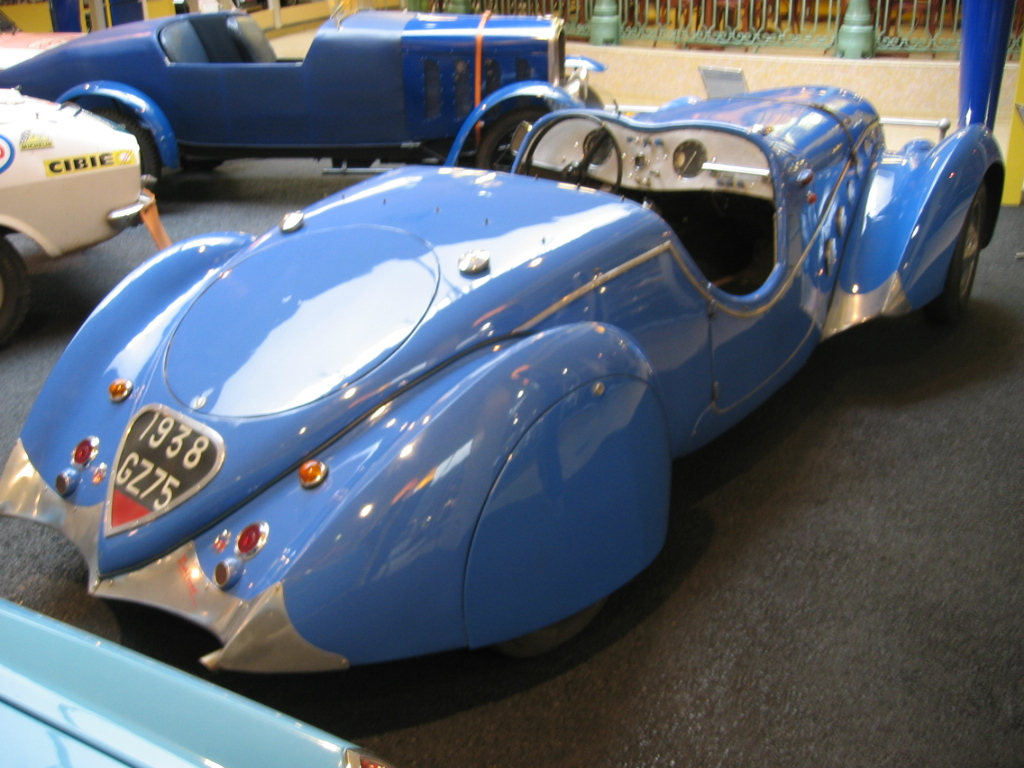
302 Darl'mat
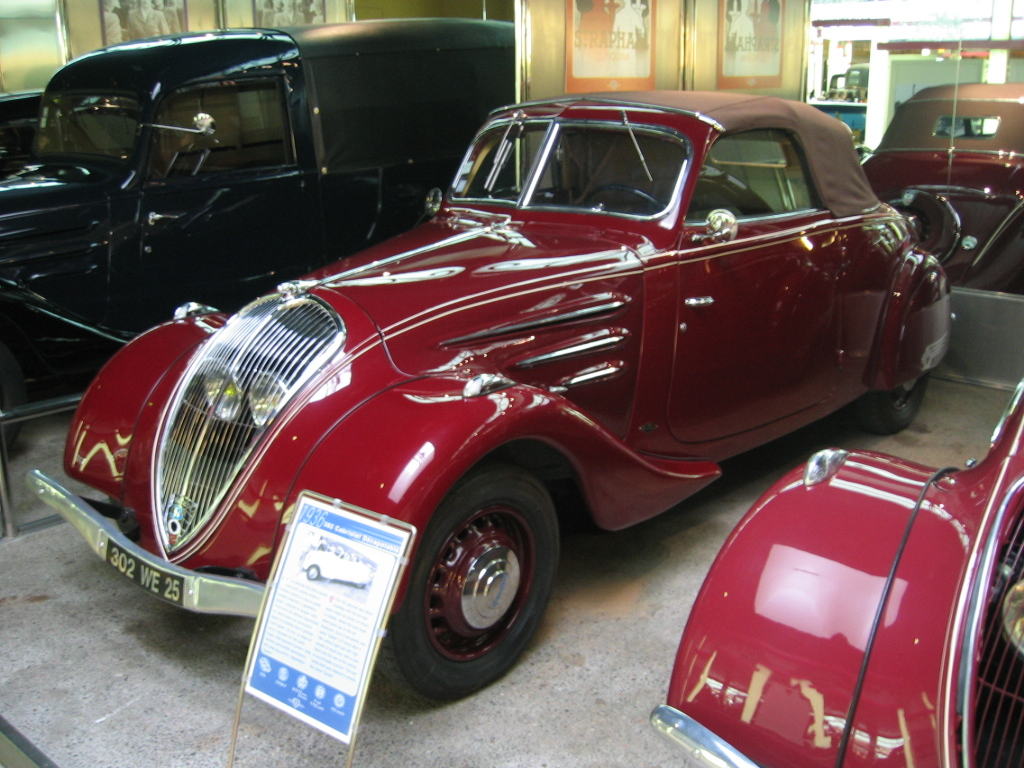
302 coupé Cabriolet